# Noboru Kohara
Noboru Kohara (小原 昇 Kohara Noboru?, nacido el 22 de julio de 1983 en Osaka) es un exfutbolista japonés. Jugaba de delantero y su último club fue el Tochigi SC de Japón.

## Trayectoria

### Clubes
| Club           | País  | Año         |
| -------------- | ----- | ----------- |
| Kyoto Sanga FC | Japón | 2002 - 2007 |
| Tochigi SC     | Japón | 2007        |

## Palmarés

### Títulos nacionales
| Título             | Club               | País  | Año  |
| ------------------ | ------------------ | ----- | ---- |
| Copa del Emperador | Kyoto Purple Sanga | Japón | 2002 |